# Polyommatus sieversi
Polyommatus sieversi är en fjärilsart som beskrevs av Hugo Theodor Christoph 1873. Polyommatus sieversi ingår i släktet Polyommatus och familjen juvelvingar. Inga underarter finns listade i Catalogue of Life.